# Yoruba (språk)

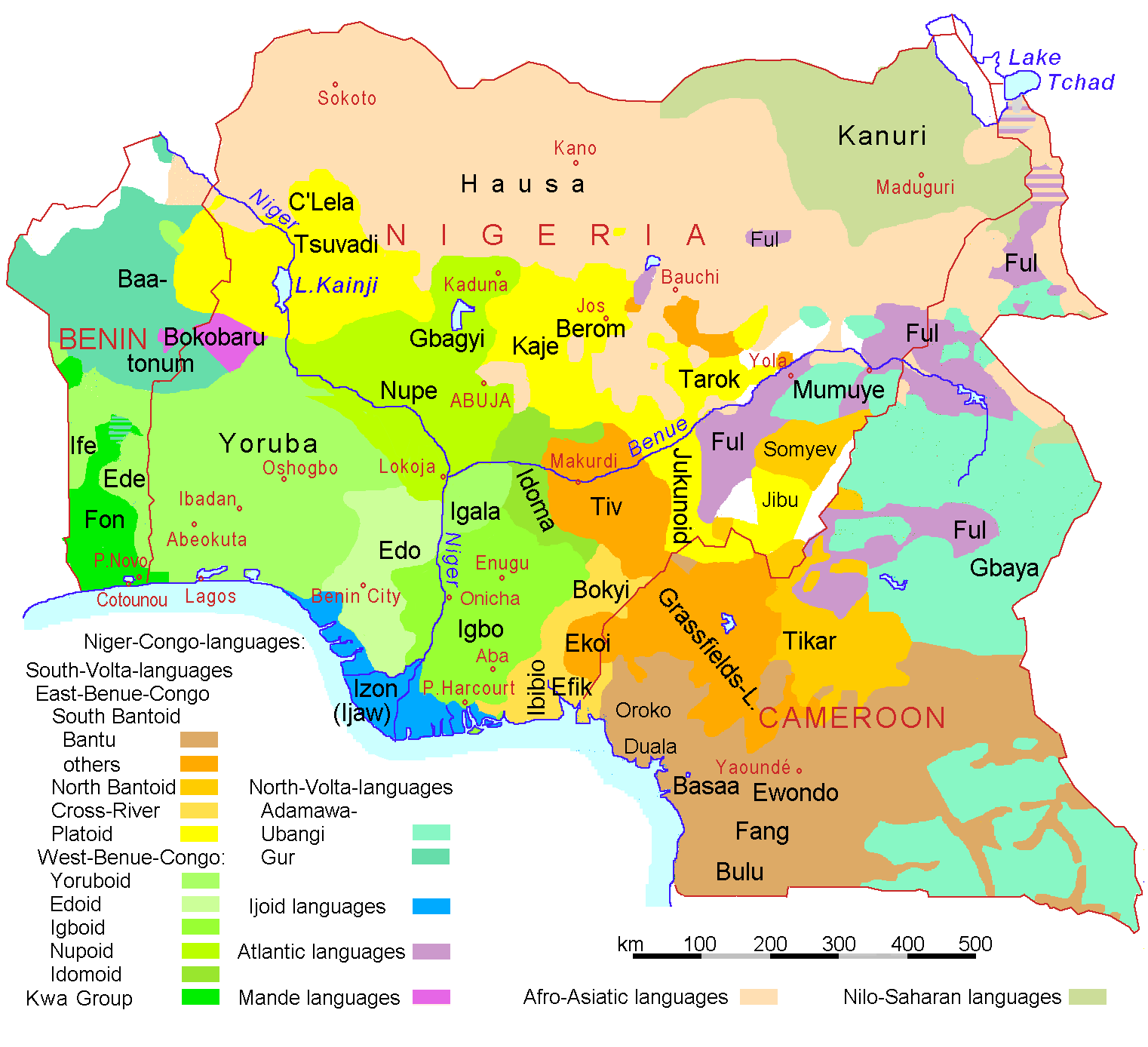
Språkkarta som bland annat visar i vilka delar av Nigeria och Benin som Yoruba talas.

Yoruba (inhemskt namn ede Yorùbá, 'yorubaspråket') är ett dialektkontinuum i Västafrika med över 27 miljoner talare. Det är modersmål för yorubafolket och talas, bland andra språk, i Nigeria, Benin, och Togo, och spår av det finns bland grupper i Brasilien och Kuba (där det kallas Nago). Yoruba är ett analytiskt tonspråk med SVO-syntax. Förutom att syfta på dialekterna och deras talare används termen yoruba också för den skriftliga standardformen av språket. Yoruba klassificeras som ett Niger-Kongospråk i yoruboidgrenen av defoidspråken inom grenen Benue-Kongospråk. 
Det traditionella yorubaomådet, Nigerias sydvästra hörn, kallas vanligen Yorubaland och består av de nuvarande delstaterna Oyo, Ogun, Ondo, Kwara och Lagos samt den västra delen av Kogi. Yorubaland är en del av en platå (med höjden 366 meter) som avgränsas i norr av floden Niger. En stor del av området är täckt av tät skog, men den norra delen, inklusive Oyo, ligger på savannen norr om skogen.

## Historia

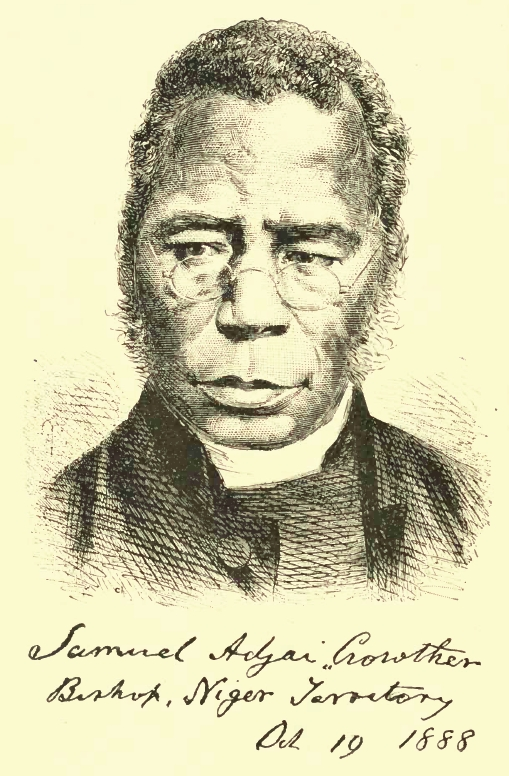
Samuel Ajayi Crowther

Förfadern till yorubatalarna är, enligt deras muntliga traditioner, Oduduwa, son till Olúdùmarè, yorubafolkets högste gud. Fastän de har en gemensam historia är det bara sedan andra hälften av 1800-talet som Oduduwas barn har ett gemensamt namn. Innan slavhandeln avskaffades var yoruba bland de befriade slavarna i Freetown kända bland européer som Akú, ett namn som härstammar från de första orden i yorubahälsningar såsom Ẹ kú àárọ̀ ’god morgon’ och Ẹ kú alẹ́ ’god kväll’. Vid någon tidpunkt kom termen Yariba eller Yoruba att användas, först bara i Ọyọriket. Termen användes bland hausa (liksom idag) men dess ursprung är oklart . Under inflytande av yoruban Samuel Ajayi Crowther (förste biskop av Västafrika och den förste afrikanske biskopen i engelska kyrkan) och senare missionärer, och till stor del på grund av att en skriven version av språket utvecklades, spreds termen yoruba till att omfatta alla talare av de besläktade dialekterna. 
Första gången någon varietet av yoruba uppträdde i tryck var 1819, i form av en liten ordlista som samlats ihop av Bowdich, en engelsk diplomat i Ashantikonfederationen. Detta är relativt sent för ett västafrikanskt språk med så stor spridning som yoruba. Det kan förklaras med att nästan ingen europeisk handel skedde på yorubakusten före 1800-talet. Med lingvistiska medel, till exempel jämförande historisk språkforskning, glottokronologi och dialektologi, tillsammans med både traditionella (muntliga) historiska källor och arkeologiska fynd, har man spritt lite ljus över yorubafolkets och deras språks historia dessförinnan. De nordvästliga yorubadialekterna uppvisar till exempel fler språkliga innovationer. Detta tillsammans med att sydöstliga och centrala yorubaområden i allmänhet har äldre bosättningar, tyder enligt vissa på att inflyttningen till nordvästra yorubaområdet skedde senare..

## Varieteter

### Dialekter
Själva dialektkontinuumet består av över femton varieteter som kan klassificeras i tre större dialektområden: nordvästra, centrala och sydöstra. Givetvis kan klara gränser aldrig dras och utkantsområden i dialektregioner har ofta några likheter med angränsande dialekter. 
- Nordvästyoruba (NVY).
  - Områdena Abẹokuta, Ibadan, Ọyọ, Ọṣun och Lagos
- Centralyoruba (CY)
  - Områdena Igbomina, Ifẹ, Ekiti, Akurẹ, Ẹfọn, och Ijẹṣa.
- Sydöstyoruba (SÖY)
  - Okitipupa, Ondo, Ọwọ, Ṣagamu, och delar av Ijẹbu.

I nordvästliga dialekter har protoyorubas /gh/ (den velara frikativan [ɣ]) och /gw/ sammansmält till /w/. De övre vokalerna /i ̣/ och /ụ/ har höjts och sammansmält med /i/ och /u/, liksom deras nasala motsvarigheter, vilket ger ett vokalsystem med sju orala och tre nasala vokaler. 
Sydöstyoruba har behållit kontrasten mellan /gh/ och /gw/. Nasalvokalerna /ịn/ och /ụn/ har sänkts till /ẹn/ och /ọn/. I sydöstyoruba har pronomenformerna för andra och tredje person plural smält samman: àn án wá kan betyda antingen 'ni kom' eller 'de kom' på sydöstliga dialekter, medan exempelvis nordvästyoruba har ẹ wá 'ni kom' och wọ́n wá 'de kom'. Att de två inte har smält samman i nordvästliga dialekter kan bero på att en artighetsplural har uppstått.  
Centralyoruba bildar ett övergångsområde på det sättet att ordförrådet har mycket gemensamt med nordvästyoruba, medan många etnografiska drag delar med sydöstyoruba. Dess vokalsystem är det minst förändrade av de tre dialektgrupperna. Det har behållet nio orala vokaler och sex eller sju nasala, samt ett omfattande vokalharmonisystem.

### Standardyoruba
Standardyoruba är en separat medlem av dialektklustret. Det är språkets skriftliga form, den standardvarietet som lärs ut i skolan och den som talas av nyhetsuppläsare i radio. Standardyoruba härstammar från 1850-talet, då Samuel A. Crowther gav ut en yorubagrammatik och påbörjade sin bibelöversättning. Fastän det till stor del är baserat på dialekterna i Ọyọ och Ibadan har standardyoruba införlivat flera drag från andra dialekter. Dessutom har det vissa drag som är speciella för just denna språkvarietet, till exempel det förenklade vokalsystemet samt främmande strukturer, såsom översättningslån från engelska som härstammar från tidiga översättningar av religiösa verk. 
Eftersom användandet av standardyoruba inte berodde på någon medveten språkpolitik råder det delade meningar om vad som utgör 'genuin yoruba'. Vissa författare anser att Ọyọ-dialekten är den renaste formen och andra hävdar att det inte finns någon genuin yoruba överhuvudtaget. Standardyoruba, den varietet som lärs ut i skolan och används i medierna, har i vilket fall som helst varit en kraftfull konsoliderande faktor när en gemensam yorubaidentitet har vuxit fram. 

## Skriftsystem
Yorubas ortografi härstammar från det tidiga arbete som utfördes av missionärer som arbetade bland Aku i Freetown. De samlade ordlistor och publicerade korta noter om yorubas grammatik. En av deras informanter var Crowther, som senare kom att studera sitt modersmål yoruba. I tidiga läroböcker och översättningar av delar av den engelska bibeln använde Crowther det latinska alfabetet i stort sett utan tonmarkeringar. Det enda diakritiska tecknet som användes var en punkt under vissa vokaler för att ange deras öppna [ɛ] och [ɔ], det vill säga ẹ och ọ. Under årens lopp reviderades stavningen för att ta hänsyn till bland annat tonmarkering. 1875 organiserade Church Missionary Society (CMS) en konferens om yorubaortografi. Den standard som utfärdades där blev basen för den stavning som användes i religiös litteratur och läroböcker under de kommande sjuttio åren. 
Yorubas nuvarande stavning härrör från en rapport av Yoruba Orthography Committee från 1966, tillsammans med Ayọ Bamgboṣes Yoruba Orthography från 1965, en studie av de tidigare stavningsvarianterna och ett försök att anpassa yorubaortografin till det talade språket så mycket som möjligt. Den är fortfarande till stor del lik den äldre ortografin och använder latinska alfabetet med vissa modifikationer: digrafen gb och vissa diakritiska tecken, däribland den traditionella vertikala linjen som sätts under bokstäverna E̩/e̩, O̩/o̩, och S̩/s̩. I många publikationer ersätts denna linje med en punkt (Ẹ/ẹ, Ọ/ọ, Ṣ/ṣ). Den vertikala linjen har använts för att undvika att märket täcks helt av en understrykning.
| A | B | D | E | Ẹ | F | G | Gb | H | I | J | K | L | M | N | O | Ọ | P | R | S | Ṣ | T | U | W | Y |
| a | b | d | e | ẹ | f | g | gb | h | i | j | k | l | m | n | o | ọ | p | r | s | ṣ | t | u | w | y |

Det latinska alfabetets bokstäver c, q, v, x, z används inte.
Uttalet av bokstäverna utan diakritiska tecken motsvarar mer eller mindre deras motsvarigheter i Internationella fonetiska alfabetet, förutom de labiovelara klusilerna k͡p (som skrivs <p>) och [g͡b] (som skrivs <gb>). Det diakritiska tecknet under vokaler anger öppen vokal, uttalad med tillbakadragen tungrot (e̩ uttalas med IPA [ɛ̙] och o̩ med IPA [ɔ̙]). <s̩> står för en postalveolar konsonant [ʃ] som engelskans sh, <y> står för en palatal approximant som engelskans  y och <j> en tonande palatal klusil, som är vanligt i många afrikanska ortografier.
Förutom de vertikala strecken används ytterligare tre diakritiska tecken på vokaler och stavelsebildande nasaler för att ange språkets toner: en akut accent för den höga tonen, en grav accent för den låga tonen och en valfri  makron för mellantonen. Dessa används tillsammans med linjen i  e̩ och o̩. När mer än en ton används i samma stavelse kan vokalen antingen skrivas en gång för varje ton (till exempel *òó för en vokal [o] med ton som stiger från låg till hög) eller, mer sällan i dagens användning, kombinerade till en enda accent. I detta fall används en caron för den stigande tonen (så att det föregående exemplet skulle skrivas ǒ) och en tilde för andra möjligheter.
| Á | À | Ā | É | È | Ē | Ẹ/E̩ | Ẹ́/É̩ | Ẹ̀/È̩ | Ẹ̄/Ē̩ | Í | Ì | Ī | Ó | Ò | Ō | Ọ/O̩ | Ọ́/Ó̩ | Ọ̀/Ò̩ | Ọ̄/Ō̩ | Ú | Ù | Ū | Ṣ/S̩ |
| á | à | ā | é | è | ē | ẹ/e̩ | ẹ́/é̩ | ẹ̀/è̩ | ẹ̄/ē̩ | í | ì | ī | ó | ò | ō | ọ/o̩ | ọ́/ó̩ | ọ̀/ò̩ | ọ̄/ō̩ | ú | ù | ū | ṣ/s̩ |

## Språkliga kännetecken

### Fonologi
De tre möjliga stavelsestrukturerna i yoruba är konsonant+vokal (KV), vokal ensam (V) och syllabisk (stavelsebildande) nasal (N). Varje stavelse har en av de tre tonerna: hög  ́, mellan   ̄ (vanligen lämnad omarkerad) och låg  ̀. Meningen 'n̄ ò lọ' Jag gick inte ger exempel på de tre stavelsetyperna:
- n̄ — [ŋ̄] — jag
- ò — [ó] — inte (negation)
- lọ — [lɔ] — att gå

#### Vokaler och konsonanter
Standardyoruba har sju orala och fem nasala vokaler. Det finns inga diftonger i yoruba; en följd av vokaler uttalas som separata stavelser. Dialekterna skiljer sig i fråga om antal stavelser, se ovan. 
|               | Orala vokaler | Orala vokaler | Nasala vokaler | Nasala vokaler |
| Främre        | Bakre         | Främre        | Bakre          |                |
| ------------- | ------------- | ------------- | -------------- | -------------- |
| Slutna        | i             | u             | ĩ              | ũ              |
| Mellan-slutna | e             | o             |                |                |
| Mellan-öppna  | ɛ             | ɔ             | ɛ̃              | ɔ̃              |
| Öppna         | a             | a             |                |                |

Vokaldiagram. Orala vokaler är markerade med svarta punkter; färgade områden anger de nasala vokalernas möjliga omfång.

En femte nasalvokals, [ã], ställning är kontroversiell. Fastän ljudet förekommer i talspråk har flera författare hävdat att det inte är fonematiskt kontrastivt. Ofta är det i fri variation med [ɔ̃]. I skrift representeras nasalvokaler normalt av tecknet för en oral vokal följt av n, alltså in, un, ẹn, ọn, utom i fall där [n]-allofonen av /l/ (se nedan) föregår en nasalvokal, alltså uttalas inú 'innanmäte, mage' faktiskt [īnṹ].
|                     | Bilabial | Labiodental | Alveolar | Postalveolar | Palatal | Velar | Labiovelar | Glottal |
| ------------------- | -------- | ----------- | -------- | ------------ | ------- | ----- | ---------- | ------- |
| Klusil              | b        |             | t d      |              | ɟ       | k g   | k͡p g͡b      |         |
| Nasal               | m        |             | (n)      |              |         |       |            |         |
| Frikativa           |          | f           | s        | ʃ            |         |       |            | h       |
| Approximant         |          |             | ɾ        |              | j       |       | w          |         |
| Lateral approximant |          |             | l        |              |         |       |            |         |

De tonlösa klusilerna /t/ och /k/ är svagt aspirerade. I vissa varieteter av yoruba är /t/ och /d/ mer dentala. Den rotiska konsonanten realiseras som en flapp ([ɾ]), eller i några varieteter  (däribland i den yoruba som talas i Lagos) som  postalveolara approximanten [ɹ]. Liksom många andra språk i området har yoruba de labiovelara klusilerna /k͡p/ och /g͡b/, till exempel pápá [k͡pák͡pá] 'fält’, gbọ̄gbọ̄ [g͡bɔg͡bɔ] 'alla'. Anmärkningsvärt är att yoruba saknar den vanliga tonlösa bilabiala klusilen /p/, varför  /k͡p/ skrivs med bosktaven <p>. Språket saknar också ett fonem /n/. Bokstaven <n> används för ljudet i stavningen, men anger egentligen en allofon av /l/ som omedelbart föregår en nasalvokal. 
Det finns också en syllabisk nasal som själv bildar en stavelsekärna. När den föregår en vokal är den en velar nasal [ŋ], till exempel n ò lọ [ŋ ò lọ] 'Jag gick inte'. I andra fall är dess artikulationsställe homorganiskt med den följande konsonanten, till exempel ó ń lọ [ó ń lọ] 'han går', ó ń fò [ó ɱ́ fò] 'han hoppar'.

#### Ton
Yoruba är ett tonspråk med tre nivåtoner: hög, låg och mellanton. Den senare är standardtonen.  Varje stavelse måste ha minst en ton. En stavelse som innehåller en lång vokal kan ha två toner. Konturtoner (det vill säga stigande eller fallande tonmelodier) analyseras vanligen som separata toner som inträffar på närliggande tonbärande enheter och därmed inte har någon fonematisk status. Toner markeras med användning av akut accent för hög ton (á, ń), grav accent för låg ton (à, ǹ); mellanton är omarkerad utom på syllabiska nasaler där den anges med en makron (a, n̄). Exempel:
- H: ó bẹ́ 'han hoppade'; síbí 'sked'
- M: ó bẹ 'han är framåt'; ara 'kropp'
- L: ó bẹ̀ 'han ber om förlåtelse'; ọ̀kọ̀ 'spjut'

#### Assimilation och elision
När ett ord föregår ett annat ord som börjar på vokal, sker ofta assimilation eller elision av den ena vokalen . Eftersom stavelser på yoruba vanligen slutar på vokal och de flesta substantiv börjar på en är detta ett mycket vanligt fenomen, som saknas endast i mycket långsamt, onaturligt tal.  Stavningen följer här talspråket i det att avgränsningar mellan ord som kontraheras på grund av assimilation eller elision normalt inte anges: ra ẹja → rẹja 'köpa fisk'. Ibland kan dock författare välja att använda ett inverterat kommatecken för att ange en eliderad vokal, som i ní ilé → n’ílé 'in the house'. 
Långa vokaler inuti ord signalerar vanligen att en konsonant har eliderats inuti ordet. I sådana fall behålls den eliderade vokalens ton, exempelvis àdìrò → ààrò 'härd'; koríko → koóko 'gräs'; òtító → òótó 'sanning'.

### Grammatik
Yoruba är ett isolerande språk. Den grundläggande ordföljden är subjekt, verb, objekt (SVO), som i ó na Adé 'han slog Adé'. Den enkla verbstammen syftar på en fullbordad handling (ofta kallad perfekt). tempus och aspekt markeras med preverbala partiklar såsom ń 'imperfekt/pågående presens', ti 'dåtid'. Negation uttrycks med en preverbal partikel kò.  Seriella verbkonstruktioner är vanliga, som i många andra språk i Västafrika. 
Yoruba gör en åtskillnad mellan mänskliga och icke-mänskliga substantiv. Detta är troligen en rest av proto-Niger-Kongospråkets substantivklassystem. Distinktionen är bara uppenbar i det att de två grupperna måste ha olika interrogativa partiklar: tani för mänskliga substantiv (’vem?’) och kini för icke-mänskliga substantiv (’vad?’). Associativkonstruktionen (som täcker in possessiv/genitiv och besläktade begrepp) består av att ställa substantiv bredvid varandra i ordning styrd-styrande, som i inú àpótí {insida låda} 'insidan av lådan', fìlà Àkàndé 'Akande’s mössa’ eller àpótí aṣọ 'låda för kläder' (Bamgboṣe 1966:110, Rowlands 1969:45-6). Mer än två substantiv kan ställas samman: rélùweè abẹ́ ilẹ̀ (järnväg under mark) ’tunnelbana’, inú àpótí aṣọ 'insidan av klädlådan'. I det sällsynta fall att detta orsakar två möjliga läsningar får man avgöra efter sammanhanget. 
Det finns två ’prepositioner’: ní ’på, vid, i’ och sí ’mot, till’. Den första anger läge och frånvaro av rörelse, den senare kodar läge/riktning med rörelse (Sachnine 1997:19). Läge och riktning uttrycks av dessa prepositioner i kombination med rumsliga relationella substantiv som orí ’topp’, apá ’sida’, inú ’insida’, etí ’kant’, abẹ́ ’under’, ilẹ̀ ’nere’, etcetera. Många av dessa rumsliga relationella termer är historiskt besläktade med termer för kroppsdelar. 

### Ordförråd
Norr om Yorubaland talas hausa. Den långvariga kontakten mellan yoruba- och hausakulturerna har haft inflytande på båda språken. Den påverkan som hausa har haft på yoruba kan tydligast ses i de många lånorden. Två sorters lånord från hausa kan urskiljas: för det första ord av rent hausaursprung, för det andra ord som kan spåras tillbaka till arabiskan och som har kommit in i yorubas ordförråd via hausa. Exempel på den första typen är bland andra gèjíyà 'trötthet' (< H. gàjíyàà), Ọbángíjì 'allsmäktig Gud' (< H. Ùbángíjì, bokstavligen 'husfader'). Exempel på den andra typen är bland andra ord som  àlùbáríkà 'välsignelse', àlàáfíà 'välmående' och àlùbọ́sà 'lök' (Oyètádé & Buba 2000).

### Muntlig litteratur
- Odu Ifa

### Skriftlig litteratur
- Daniel Olorunfemi Fagunwa
- J.F. Odunjo
- Adebisi Aromolaran, kung av Ijesaland
- Adebayo Faleti
- Akinwunmi Isola
- Wande Abimbola
- Afolabi Olabimtan
- Sobowole Sowande